# Слепая деконволюция

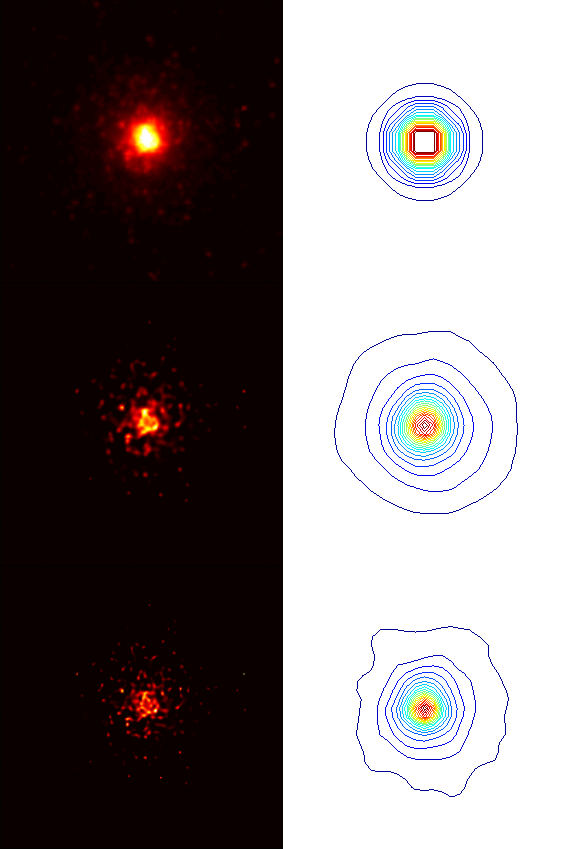
Применение методов слепой деконволюции к изображениям, полученным с орбитального телескопа «Хаббл»

Слепая деконволюция — метод восстановления изображения без априорной информации о функции размытия точки оптической системы, которая вносит в регистрируемый полезный сигнал шум, искажения и т. п.

## История
Классические методы восстановления изображений ведут свою историю с 60-х годов XX века, когда остро встала новая по тем временам проблематика исследования космоса. Примерно в середине 70-х годов появились ранние алгоритмы, которые напрямую задействовали идеи слепой деконволюции пытаясь оценить известные закономерности размывания изображений. Затем небольшой, но целеустремлённый всплеск работ последовал в поздние 80-е годы, и наконец полноценное возрождение научного интереса произошло в 90-х годах, когда эта область интенсивно разрабатывалась сообществами физиков-оптиков, астрономов и специалистов по обработке изображений. Появившиеся в результате их усилий идеи базируются на методах линейной алгебры, численного анализа и статистической теории оценивания.
В настоящее время алгоритмы, основанные на слепой деконволюции, используются в ряде прикладных и технических дисциплин, таких как, например: астрономические наблюдения, дистанционное зондирование, микроскопия, биомедицинская оптика, проблематика сверхразрешения и отслеживания движущихся целей.

## Характер проблемы
Выделяют два основных фактора, отрицательно влияющих на качество полученного изображения в ходе его формирования на датчиках регистрирующего прибора. Первым является размазанность картинки (или её фрагментов), которая проявляет себя в виде потери чёткости. Она может возникнуть вследствие несовершенства оптической системы, неправильной фокусировки поступающего сигнала или взаимном смещении камеры относительно объекта съёмки. Кроме этого, к аналогичному эффекту могут привести турбулентные свойства атмосферного канала, по которому распространяется сигнал. В некоторых типах регистрирующей аппаратуры высокого разрешения (телескопах, микроскопах и т. п.) это явление присутствует на уровне дифракционного предела. С математической точки зрения смазанность нередко рассматривается как результат низкочастотной фильтрации исходного массива данных.
Вторым существенным фактором является неизбежное присутствие разного рода шумов, которые накладываются на полезную компоненту сигнала в процессе квантования и записи информации. Причины появления шумовых искажений могут быть самыми разнообразными: случайные флуктуации количества фотонов в точках их регистрации, тепловой шум сенсоров, гранулярный шум при использовании лазерного источника света, искажения при оцифровке сигнала и т. п.

## Постановка задачи

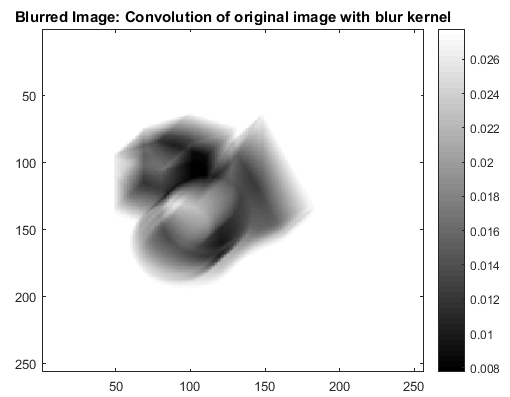
Замутнённое исходное изображение

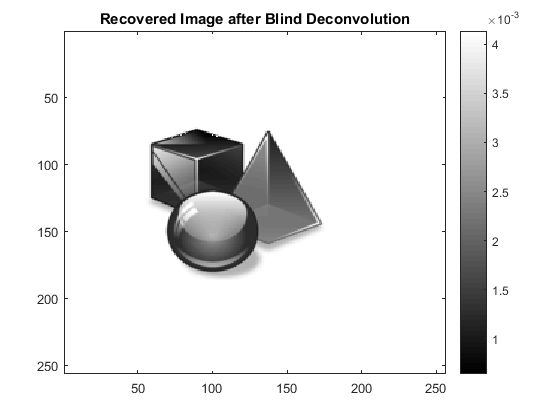
Восстановленное изображение

В классическом примере линейной системы математическая модель искажения поступающего полезного сигнала {\displaystyle f(\mathbf {x} )}, как правило, задаётся следующим образом:
{\displaystyle g(\mathbf {x} )=\sum _{s\in S}^{}h(\mathbf {x} ,\mathbf {s} )f(\mathbf {s} )+n(\mathbf {x} )},
где:
{\displaystyle \mathbf {x} =(x_{1},x_{2})\in S} — векторная переменная пространственных координат,
{\displaystyle h(\mathbf {x} ,\mathbf {s} )} — функция размытия точки,
{\displaystyle n(\mathbf {x} )} — аддитивный шумовой процесс,
{\displaystyle g(\mathbf {x} )} — наблюдаемый сигнал, представляющий из себя результат наложения шума и внесения искажений.
В рамках этих предположений конечной целью становится построение адекватной оценки для функций {\displaystyle h(\mathbf {x} ,\mathbf {s} )} и {\displaystyle f(\mathbf {x} )} опираясь на вид зарегистрированного сигнала {\displaystyle g(\mathbf {x} )}. При этом, в большинстве прикладных задач в роли шумовой компоненты {\displaystyle n(\mathbf {x} )} обычно выступает белый гауссовский шум, некоррелированный с исследуемым сигналом. Нередко для представления этой задачи используется матричная форма записи.
Вообще говоря, слепая деконволюция является плохо обусловленной задачей, зависимость её решения от входных параметров уравнения совсем не обязательно должна обладать свойством непрерывности, найденное решение может быть не единственным и совсем не обязательно обязано существовать. Дополнительные сложности накладываются при использовании инструментария из области Фурье-анализа и при поиске решения обратной задачи в спектральной плоскости, так как, несмотря на то, что множества положительных и финитных функций обладают свойством выпуклости, множество Фурье-образов от произведения функций выпуклым не является.

## Основные подходы к поиску решения
Выделяют два разных подхода к восстановлению исходной структуры искажённого изображения, которые, в свою очередь, произвели на свет два класса практических способов нахождения решения. Первый из них связан с априорной оценкой функции размытия точки {\displaystyle h(\mathbf {x} ,\mathbf {s} )}, второй — с совместным построением оценок для функции размытия точки и для искомой функции{\displaystyle f(\mathbf {x} )}.
В первой группе методов используется построение функции размытия точки {\displaystyle h(\mathbf {x} ,\mathbf {s} )} исходя из информации о рассеивающих свойствах передаточной системы, которая доступна априори (экспериментально или исходя из какого-либо рода общих соображений). В дальнейшем полученную оценку для {\displaystyle h(\mathbf {x} ,\mathbf {s} )} возможно параметризовать и пустить в дело в связке с классическими алгоритмами восстановления изображений на базе теоремы Байеса и метода максимального правдоподобия.
Во втором подходе осуществляется совместная оценка функции размытия точки и искомого изображения, где априорная информация о свойствах изображения и передаточного канала объединяется в виде моделей, параметры которых оцениваются из имеющихся данных. Затем эти модели используются в расчётных схемах, которые чаще всего, строятся индивидуально для {\displaystyle h(\mathbf {x} ,\mathbf {s} )} и {\displaystyle f(\mathbf {x} )}.
В рамках обоих подходов широко применяются итеративные процедуры, когда, например, сначала вычисляется функция размытия точки, затем по полученной информации улучшается оценка изображения {\displaystyle f(\mathbf {x} )}, затем проводится регуляризация решения (обнуление отрицательных значений в пространственной плоскости и т. п.), по полученным данным корректируется функция размытия точки, на её основе вычисляется новая оценка функции {\displaystyle f(\mathbf {x} )}, она опять стабилизируется и т. д. пока, после некоторого конечного числа итераций, не получается подобраться к удовлетворительному решению. Однако, критерии надёжной сходимости таких схем всё ещё остаются актуальной и весьма остро стоящей перед научным сообществом проблемой.

## Использованные источники
- А. А. Потапов, Ю. В. Гуляев, С. А. Никитов, А. А. Пахомов, В. А. Герман. Новейшие методы обработки изображений / А. А. Потапов. — М.: «Физматлит», 2008. — 496 с. — ISBN 978-5-9221-0841-6.
- S. Chaudhuri et al. Blind Image Deconvolution: Methods and Convergence. — Springer, 2014. — 151 p. — (Computers). — ISBN 978-3-319-10484-3. — doi:10.1007/978-3-319-10485-0.
- T. E. Bishop et al. Blind Image Deconvolution: Problem Formulation and Existing Approaches // Blind Image Deconvolution: Theory and Applications / P. Campi, K. Egiazaria. — Boca Raton, London, New York: CRC Press, 2007. — ISBN 978-1-4200-0729-9.